# Steve Stackable
Steve Stackable   (Wiesbaden, 3 de juliol de 1954) és un antic pilot professional de motocròs nord-americà. Va competir als Campionats AMA entre el 1974 i el 1981 i en va guanyar un títol de supercross, concretament el de 500cc de 1975. Actualment, Stackable és instructor d'ala delta.

## Biografia
Nascut a Wiesbaden, a l'estat alemany de Hessen, on el seu pare estava destinat com a militar nord-americà, Stackable es va criar a Wyoming i, durant una breu etapa, al Japó, abans que la seva família s'establís a Austin (Texas) quan ell tenia setze anys.
A començaments de la dècada del 1970, Stackable es va comprar una Yamaha de 175 cc i va començar córrer en motocròs, guanyant fàcilment les seves primeres curses com a pilot novell. Va esdevenir professional el 1972 i va competir als campionats AMA de motocròs amb una ČZ privada. El 1974 va disputar el campionat de motocròs de 500cc amb una Maico privada i va acabar-hi tercer darrere de Jimmy Weinert i Tony DiStefano. Aquest èxit li valgué un lloc a l'equip de fàbrica de Maico per a la temporada següent.
L'any 1975 marca el zenit de la seva carrera. Va començar la temporada guanyant les proves de Supercross de 500cc de Daytona i Dallas, obtenint finalment el Campionat AMA de supercross de 500cc davant de DiStefano i Weinert. Els seus èxits continuaren al campionat de motocròs de la mateixa cilindrada. Un cop arribats a la cursa final del campionat, a Nova Orleans, Stackable era un dels cinc competidors amb possibilitats matemàtiques de guanyar-ne el títol, al costat de Billy Grossi (Suzuki), Pierre Karsmakers (Honda), Kent Howerton (Husqvarna) i Jimmy Weinert (Yamaha). A la primera de les dues mànegues, anava en segona posició quan només quedaven unes poques voltes per al final quan els radis de la roda anterior de la seva Maico van començar a sortir de lloc. Va lluitar per a acabar la cursa però va caure al mig del pilot i va acabar onzè. Tot i que va guanyar fàcilment la segona mànega, el seu mal resultat a la primera el va relegar a la segona posició de la classificació final del campionat, darrere de Jimmy Weinert.
De cara a la temporada de 1976, l'equip de fàbrica de Suzuki el va fitxar per recomanació expressa de Roger De Coster, qui va quedar impressionat pel seu pilotatge després que l'americà quedés tercer darrere de De Coster i Harry Everts a la ronda de Lake Whitney (Texas) de la Trans-AMA de 1974. Amb la Suzuki, l'1 d'agost de 1976 va guanyar la primera cursa National de la seva carrera al circuit d'Unadilla (Nova York), prop de New Berlin. Malgrat acabar tercer tant a la cilindrada de 250cc com a la de 500cc al campionat de motocròs, Suzuki el va alliberar al final de la temporada perquè no els va proporcionar el resultat esperat.
Stackable va tornar a l'equip de Maico el 1977, amb el qual va guanyar el seu segon national en guanyar la cursa de 500cc de Lake Whitney. Un cop més va quedar tercer al campionat AMA de motocròs de 500cc, aquest cop darrere de Bob Hannah i Marty Smith. Aquell any, al costat de DiStefano, Howerton i Gary Semics, va representar els Estats Units al Motocross des Nations i al Trophée des Nations, celebrats a França i els Països Baixos, on l'equip va obtenir sengles segons llocs, en uns moments en què els pilots americans encara eren percebuts com a menys experimentats que els seus rivals europeus. Steve Stackable va continuar competint fins al 1981, tot i que sense el mateix nivell de resultats, fins que es va retirar de les curses a 27 anys.
Un cop retirat, Stackable va esdevenir instructor d'ala delta i parapent. Actualment dirigeix el departament de servei del Torrey Pines Gliderport, un aeroport de planadors de La Jolla, a San Diego.